# Huayna Cotoni
Huayna Cotoni o Wayna Qutuni (del quechua o jaqi wayna: joven, hombre joven; y Qutuni: una montaña cercana ubicada al este, de qutu: amontonamiento, montículo; y -ni: un sufijo aimara para indicar al poseedor (“el que tiene un amontonamiento”), castellanizado como Huayna Cotoni) es una montaña en la Cordillera Central de los Andes en Perú a una altitud de 5.463 m s. n. m.
Está ubicado en la provincia de Yauyos, departamento de Lima, en el límite de los distritos de Ayaviri, Quinches y Tanta. Asimismo, se encuentra al sur de la Reserva Paisajística Nor Yauyos-Cochas.
Huayna Cotoni pertenece a una cadena montañosa llamada Pichqa Waqra (del quechua pichqa: cinco; y waqra: cuerno, pico (“cinco picos”); castellanizado como Pichcaguajra) que forma parte de la Cordillera de Yauyos que pertenece, a su vez, a la Cordillera Central. Está rodeado, al norte, por la laguna Ticllacocha y la montaña Aqup'allqa; al este, por la montaña Qutuni y, al sur, por la laguna Wascaqocha y la montaña Llongote o Llunk'uti.